# Senjski Rudnik
Senjski Rudnik (em cirílico: Сењски Рудник) é uma vila da Sérvia localizada no município de Despotovac, pertencente ao distrito de Pomoravlje, na região de Resava. A sua população era de 439 habitantes segundo o censo de 2011.

## Demografia
| 1948 | 1953 | 1961 | 1971 | 1981 | 1991 | 2002 | 2011 |
| ---- | ---- | ---- | ---- | ---- | ---- | ---- | ---- |
| 942  | 1487 | 1564 | 993  | 802  | 722  | 595  | 439  |